# Francisco Fonck
Franz Adolf Fonck, conocido por su nombre castellanizado Francisco Adolfo Fonck (Goch, Renania; marzo de 1830 - Valparaíso, octubre de 1912) fue un médico, explorador y político alemán radicado en Chile, que se destacó en la exploración del sur de ese país y de la vecina Argentina.

## Biografía
Nació en 1830 en la ciudad renana de Goch, en el Reino de Prusia. Estudió en las universidades de Bonn, Berlín, Praga y Viena, doctorándose en medicina.
Atraído por las descripciones que había leído sobre Chile en los escritos de Alejandro de Humboldt, leyó el poema épico La Araucana, de Alonso de Ercilla. Recomendado por el propio Humboldt, inspirado por una visión casi mística del sur chileno, se instaló en 1854 en Santiago de Chile. Venía acompañado por su primera esposa Doña Francisca Zohere. En 1855 revalidó su título de médico en Chile. Ese mismo año el presidente Montt lo envía como médico de la colonia alemana de Llanquihue, en el sur del país, más precisamente a la actual ciudad de Puerto Montt.
En 1856 se embarcó en un pequeño barco, con el que exploró la costa del seno de Reloncaví, y penetró en las zonas andinas. Cruzó la cordillera de los Andes por el actual paso Pérez Rosales. Redescubrió y bautizó un lago que llamó "Lago Frío", cuyo nombre ha sido cambiado al actual lago Frías.
Acompañado por el ingeniero Fernando Hess, atravesó el lago Nahuel Huapi, navegando en botes realizados con la técnica de los canoeros de la isla de Chiloé, con cañas atadas con lianas. Tras atravesar el lago, exploraron con detenimiento su costa noreste, en busca del emplazamiento de la misión del Nahuel Huapi, establecida por el jesuita Nicolás Mascardi en 1670.
Realizó interesantes estudios biológicos en esa zona, y realizó esquema de corte general de la cordillera al sur del paso de Uspallata.
A fines de 1857 hizo un segundo viaje como naturalista, a bordo de un buque que exploró los archipiélagos al sur de Chiloé y la península de Taitao.
En sus expediciones y mientras cuidaba de los alemanes de Llanquihue descubrió 69  especies de plantas nuevas para la ciencia. De estas 69, 14  permanecen como válidas en la actualidad. La mayoría de las especies recolectadas por el Dr. Fonck fueron analizadas por su amigo, el naturalista Rudolph Philippi.
Escribió decenas de notas y una docena de libros e informes, casi todos ellos informes geográficos e históricos. También publicó un libro de cuentos y editó las memorias de fray Francisco Menéndez, que había explorado el lago Nahuel Huapi en la época colonial. Su escrito más importante defendía la tesis chilena de la fijación de los límites en la línea de la divisoria de aguas entre la cuenca del océano Atlántico y la del océano Pacífico; lo acompañó con muy buena cartografía en ayuda de su teoría.
Fue por años el inspirador de la continuidad de la colonia de Llanquihue, que había fundado Vicente Pérez Rosales. Fue nacionalizado chileno.
En 1869 regresó a Europa, donde fue cónsul de Chile en Alemania. Regresó tres años más tarde a Chile, instalándose en Valparaíso, donde ejerció como médico. El 9 de noviembre de 1882 fue elegido diputado suplente por Llanquihue, por el Partido Nacional, cargo que desempeñó hasta 1885. 
En 1889 se instaló con su segunda esposa doña Emma Martens en Quilpué, al interior de Viña del Mar. En la ciudad aún viven algunos descendientes. El lugar donde estuvo su casa es recordado y la calle lleva su nombre.
En esos años organizó los papeles producto de sus exploraciones y escribió sus últimos libros. Hizo una última visita a Puerto Montt a los 59 años.
Falleció en Quilpué en octubre de 1912. La localidad de Puerto Fonck, ubicada en la parte norte del lago Llanquihue, en la comuna de Puerto Octay, fue bautizada así en su honor.